# Мухоловки-циорнисы
Мухоловки-циорнисы (лат. Cyornis) — род воробьиных птиц из семейства мухоловковых.

## Виды
В состав рода включают 32 вида:
- Горная голубая мухоловка-циорнис Cyornis banyumas (Horsfield, 1821)
- Cyornis brunneatus (Slater, HH, 1897)
- Большеклювая голубая мухоловка-циорнис Cyornis caerulatus (Bonaparte, 1857)
- Cyornis camarinensis (Rand & Rabor, 1967)
- Cyornis colonus (Hartert, EJO, 1898)
- Cyornis glaucicomans Thayer & Bangs, 1909
- Хайнаньская голубая мухоловка-циорнис Cyornis hainanus (Ogilvie-Grant, 1900)
- Голубогрудая мухоловка-циорнис Cyornis herioti Ramsay, 1886
- Cyornis kadayangensis Irham, Haryoko, Shakya, Mitchell, S, Burner, Bocos, Eaton, Rheindt, Suparno, Sheldon & Prawiradilaga, 2021
- Cyornis kalaoensis (Hartert, EJO, 1896)
- Палаванская мухоловка-циорнис Cyornis lemprieri (Sharpe, 1884)
- Cyornis magnirostris Blyth, 1849
- Cyornis montanus Robinson & Kinnear, 1928
- Cyornis nicobaricus (Richmond, 1902)
- Cyornis ocularis (Bourns & Worcester, 1894)
- Cyornis olivaceus Hume, 1877
- Сулавесийская мухоловка-циорнис Cyornis omissus (Hartert, 1896)
- Белобрюхая голубая мухоловка-циорнис Cyornis pallidipes (Jerdon, 1840)
- Cyornis pelingensis (Vaurie, 1952)
- Белолицая мухоловка-циорнис Cyornis poliogenys Brooks, 1880
- Голубогорлая мухоловка-циорнис Cyornis rubeculoides (Vigors, 1831)
- Мухоловка-циорнис Рука, Мухоловка Рюка, суматранская синяя мухоловка Cyornis ruckii (Oustalet, 1881)
- Cyornis ruficauda (Sharpe, 1877)
- Cyornis ruficrissa (Sharpe, 1887)
- Мангровая голубая мухоловка-циорнис Cyornis rufigastra (Raffles, 1822)
- Cyornis sumatrensis (Sharpe, 1879)
- Борнеосская мухоловка-циорнис Cyornis superbus Stresemann, 1925
- Голубая мухоловка-циорнис Тикеля Cyornis tickelliae Blyth, 1843
- Малайская мухоловка-циорнис Cyornis turcosus Bruggemann, 1877
- Cyornis umbratilis (Strickland, 1849)
- Светло-голубая мухоловка-циорнис Cyornis unicolor Blyth, 1843

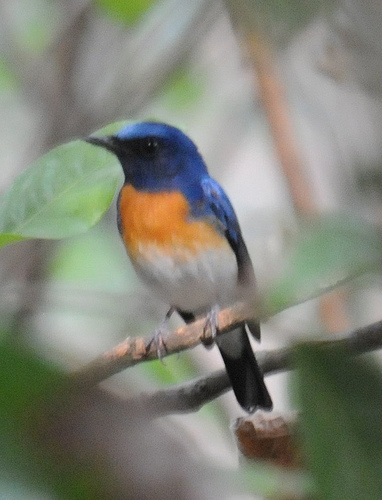
Голубогорлая мухоловка-циорнис

- Cyornis whitei Harington, 1908